# 124368 Nickphoenix
124368 Nickphoenix è un asteroide della fascia principale. Scoperto nel 2001, presenta un'orbita caratterizzata da un semiasse maggiore pari a 2,3121757 au e da un'eccentricità di 0,1873993, inclinata di 5,50012° rispetto all'eclittica.